# Zoo (český seriál)
Zoo (stylizováno jako ZOO) je český rodinný, komediální a vztahový televizní seriál z prostředí zoologické zahrady, jehož první řada měla premiéru 13. ledna 2022 na stanici Prima; následovala druhá řada, premiérovaná 30. srpna 2022, na kterou navázala řada třetí, startující 29. srpna 2023 a poslední čtvrtá řada 27. srpna 2024. Zoo nahradila seriál Slunečná a o pozornost diváků soupeřila s Jednou rodinou, uváděnou stanicí TV Nova. Seriál skončil v říjnu 2024, bylo odvysíláno 224 dílů. Od 6. ledna 2025 se pod názvem ZOO Nové začátky vrátil jako (nekonečný) denní seriál.

## Obsazení

### Hlavní postavy
| Michaela Pecháčková | Sidonie Anna Novotná Hrušková |
| Šimon Bilina        | kpt. Mgr. Adam Hruška         |
| Eva Burešová        | Viktorie Janečková Jandová    |
| Tomáš Klus          | Filip Janda                   |
| Robert Urban        | JUDr. Petr Kříž               |
| Nelly Řehořová      | Ester Šimková Křížová         |
| Štěpán Benoni       | Marek Rokl                    |
| Barbora Černá       | Tereza Janečková Roklová      |
| Goran Maiello       | Vojtěch Rokl                  |
| Lucie Černá         | Izabela Janečková Roklová     |
| David Gránský       | Mgr. Albert Polák             |
| Pavel Nečas         | Ing. Lubor Brázda             |
| Marek Němec         | Karel Rakušan                 |
| Denisa Nesvačilová  | Dominika Skoupá Rakušanová    |
| Jana Bernášková     | Julie Krátká                  |

### Vedlejší postavy
| Veronika Freimanová   | Ing. Marie Roklová, ředitelka Zoo                                                                                          |
| Sandra Nováková       | Sylva Machyánová |
| Michal Novotný        | František Kolman |
| Sára Milfajtová       | Kristýna Martincová |
| Jan Mansfeld          | Jaroslav Suchý |
| Sabina Laurinová      | Alice Novotná |
| Jana Švandová         | Sidonie Novotná |
| Vojtěch Vovesný       | Eduard Novotný ml. |
| Vladimír Kratina      | Raul Novotný |
| Tereza Brodská        | JUDr. Danuše Křížová |
| Ondřej Pavelka        | Karel Rokl |
| Roman Zach            | Roman Pekař |
| Jitka Sedláčková      | Helena Pechová |
| Martina Hudečková     | Eva Uhlířová |
| Jiří Ployhar          | Richard Smola |
| Richard Genzer        | Radek Svoboda |
| Tereza Blažková       | Lada Jarošová |
| Adéla Press           | Nela Malá |
| Pavla Tomicová        | Anežka Krásná |
| Martin Preiss         | kpt. Martin „Márty“ Pivoňka – kamarád Adama Hrušky (od 3. řady)                                                            |
| Jan Pavel Filipenský  | Josef Zatkal - ošetřovatel, vyhodili ho za užívání alkoholu v práci (3. řada, do ep. 165)                                  |
| Natálie Halouzková    | Mína Veselá – bývalá přítelkyně Marka, pracovala v infocentru v zoo (1. řada, do ep. 43)                                   |
| Lucie Polišenská      | Eliška Krásná – ošetřovatelka v zoo, dcera Anežky a Rudolfa, matka Mikuláše a Matyáše, bývalá přítelkyně Roberta Kajnara   |
| Michal Suchánek       | Rudolf Krásný – exmanžel Anežky Krásné, otec Elišky Krásné, majitel a ředitel cirkusu                                      |
| Pavlína Balner        | npor. Bc. Alena Kováčová – vedoucí ochranky Zoo a nejlepší kamarádka Haďáka                                                |
| Bohumil Klepl         | Radek Daňhel – bývalý ošetřovatel nosorožců, který pořád žije s maminkou, kvůli tomu odešel ze zoo (1.–2. řada, do ep. 52) |
| Vanda Hybnerová       | Stáňa Smíšková – ošetřovatelka lemurů, která v zoo nechala kus srdce, matka Sandry, exmanželka Pavla Smíška                |
| Oldřich Navrátil      | Josef Jírů – ošetřovatel slonů a velký chovatel králíků                                                                    |
| Veronika Žilková      | Petra Hubáčková – uklízečka v Zoo, biologická matka Franty Kolmana (od 3. řady)                                            |
| Jan Vápeník           | Robert Kajnar – ošetřovatel a fotograf zoo, bývalý přítel Elišky Krásné                                                    |
| Irena Máchová         | Marcela Kajnarová – exmanželka Roberta Kajnara                                                                             |
| Ladislav Hampl        | Jaroslav Vaníček – ošetřovatel hrošíků, později ve vězení (1.–2. řada, do ep. 58)                                          |
| Roman Štabrňák        | Rudolf Tauchen – vedoucí údržby zoo                                                                                        |
| Berenika Suchánková   | Petra Váchová – stážistka v zoo jako ošetřovatelka, byla vyhozena ve 3. řadě                                               |
| Eliška Brumovská      | MVDr. Tamara Malá – zvěrolékařka                                                                                           |
| Libor Matouš          | Dalibor Parma, kamarád Kristýny, později zaměstnaný jako průvodce v zoo (od 2. řady, ep. 120)                              |
| Petr Burian           | Libor Kasík – vedoucí ošetřovatel papoušků a ptáků                                                                         |
| Daniel Sobotka        | Bohumil „Bob“ Kodym – pomocný ošetřovatel u plazů                                                                          |
| Michaela Tomešová     | Bc. Bc. Adéla Pokorná – asistentka ředitelky zoo, neteř Lubora Brázdy a sestra Milana Pokorného                            |
| Halina Pawlowská      | Lenka Hrabalová – pracovnice infocentra                                                                                    |
| Aneta Christovová     | Irma Dobrová – nová pracovnice infocentra                                                                                  |
| Milan Slepička        | Josef Toul – bývalý zaměstnanec zoo, v důchodu                                                                             |
| Dušan Sitek           | RNDr. Josef Hruška – emeritní ředitel zoo, dědeček Adama, průvodce v zoo                                                   |
| Tomáš Weber           | Milan Pokorný – bývalý ošetřovatel na stáži a synovec Lubora Brázdy                                                        |
| Libor Jeník           | Milan „Milda“ Outradovec – štamgast v baru                                                                                 |
| Václav Noid Bárta     | Lukáš Brouček – hudebník v baru                                                                                            |
| Jan Kopečný           | Kamil Ovčík – expartner Viky Janečkové                                                                                     |
| Roman Štolpa          | David Ovčík - otec Kamila a Dominiky                                                                                       |
| Denisa Pfauserová     | Marika Sládková – bývalá přítelkyně Kamila Ovčíka                                                                          |
| Ernesto Čekan         | Viktor Janeček – otec Viky, Tes a Izy Janečkových                                                                          |
| Miriam Chytilová      | Ivana Kalinová – vychovatelka Viky z dětského domova                                                                       |
| Otmar Brancuzský      | Karel Jeřábek – soused Viky Janečkové (zemřel v 2. řadě)                                                                   |
| Hana Seidlová         | Lenka Jeřábková – sousedka Viky Janečkové                                                                                  |
| Adéla Hesová          | Sofie Křížová – dcera Petra Kříže (do ep. 63)                                                                              |
| Jakub Barták          | Ben Kříž – syn Petra Kříže (1. řada, do ep. 63, později v ep. 87)                                                          |
| Michaela Petřeková    | Mgr. Markéta Tomečková – bývalá přítelkyně a snoubenka Petra Kříže                                                         |
| Sabina Valová         | Liliana Štefánková – nejlepší kamarádka Markéty Tomečkové                                                                  |
| Ludmila Molínová      | Ilona Lišková – hospodyně u Petra Kříže, později spolupracuje s Rakušanem                                                  |
| Filip Kaňkovský       | mjr. Mgr. Břetislav „Břéťa“ Kabát – vyšetřovatel, kamarád Petra Kříže a pozdější přítel Elišky Krásné                      |
| Svatopluk Schuller    | JUDr. Jindřich Polák – otec Alberta Poláka                                                                                 |
| Petra Špindlerová     | Dana Poláková – matka Alberta Poláka                                                                                       |
| Petr Vašíček          | Leoš Nováček– číšník v luxusní restauraci                                                                                  |
| Marek Holý            | Václav Šádek – šéf organizované skupiny (1. řada, ep. 56, 57)                                                              |
| Kryštof Nohýnek       | Ivo Fábera – podnikatel, kamarád Alberta Poláka, majitel sklárny                                                           |
| Tereza Vodochodská    | Monika Janecká – hlavní účetní a jedna z milenek Alberta Poláka                                                            |
| Regina Rázlová        | MUDr. Běla Fišerová – matka Marie Roklové                                                                                  |
| Gabriela Farr         | Karolína Roklová – manželka Vojty, matka Matěje, zemřela po autonehodě                                                     |
| Jan Bartoloměj Barták | Matěj Rokl – dvouletý syn Vojty a Karolíny Roklových                                                                       |
| Hana Krtičková        | Dita Veselá – matka Míny Veselé                                                                                            |
| Hana Sršňová          | Marta Tomečková – matka Markéty Tomečkové                                                                                  |
| Matyáš Sekanina       | Matyáš Krásný – starší syn Elišky Krásné                                                                                   |
| Viktor Sekanina       | Mikuláš Krásný – mladší syn Elišky Krásné                                                                                  |
| Laura Kodadová        | Sandra Smíšková – dcera Stáni a Pavla Smíškových                                                                           |
| Vlasta Peterková      | Dagmar Trčková – partnerka Josefa Toula                                                                                    |
| David Steigerwald     | Tomáš Slovák – únosce, spojenec Jaroslava Vaníčka                                                                          |
| Jan Nosek Novák       | Jiří Vondrásek – vychovatel v diagnostickém ústavu                                                                         |
| Lukáš Borik           | Mgr. Pavel Melíšek – bývalý žák Karla Rokla, student zoologie                                                              |
| Šimon Obdržálek       | Lukáš Maršálek – fotbalista                                                                                                |
| Josef Zýka            | JUDr. Rudolf Mikl – advokát Lukáše Maršálka                                                                                |
| Martin Davídek        | Vilém Závada – majitel hlídací firmy                                                                                       |
| Václav Rašilov        | Jan Čaněk – nemocný domorodec                                                                                              |
| Ondřej Brett          | Lukáš Havelka – investigativní novinář                                                                                     |
| Zdeněk Mahdal         | Ing. Pavel Hrubý – otravný exekutor                                                                                        |
| Ivan Vodochodský      | Ing. Pavel Bavor – starosta, dříve spojenec Lubora Brázdy, nyní spojenec Alberta Poláka                                    |
| Robert Nosek          | Robert Kovač – asistent starosty                                                                                           |
| Lenka Zbranková       | Lenka Bavorová – manželka starosty                                                                                         |
| Adam Ernest           | Lukáš Malík – synovec starosty Pavla Bavora                                                                                |
| Michal Slaný          | plk. Ladislav Chaloupka – policejní vyjednavač u únosů (od 2. řady, ep. 57–58)                                             |
| Martin Sitta          | Robert Jung – nelegální obchodník se zvířaty (od 2. řady, ep. 64)                                                          |
| Barbora Skočdopolová  | Alena Málková – maminka Anastázie (momentálně ve vězení)                                                                   |
| Milena Konstantinová  | Anastázie (Stázka) Málková, nemanželská dcera Karla Rokla                                                                  |
| Lucie Šteflová        | Kateřina (Katka) Kytková – partnerka Charlieho a majitelka psího útulku                                                    |
| Pavel Soukup          | Karel Kytka, dědeček Katky Kytkové                                                                                         |
| Štěpán Krtička        | JUDr. Josef Kubát, mladý právník (2. řada, ep. 108)                                                                        |
| Jakub Vágner          | hrál sám sebe |
| Barbora Vágnerová     | hrála sama sebe |
| Milan Šteindler       | Joachim Herrmann – ředitel drážďanské zoo (od 2. řady, ep. 88)                                                             |
| Mariana Čížková       | Judith Herrmannová – dcera Joachima Herrmanna (od 2. řady, ep. 114)                                                        |
| Libuše Švormová       | Hela (Helena) Fišerová – sestra Běly                                                                                       |
| Ctirad Götz           | Bohumil Viktora – soused Viki a Filipa                                                                                     |
| Pavel Nový            | Jaromír Majer – kdysi měl hospodu, teď v důchodu                                                                           |
| Viktor Dvořák         | Miloš Krátký – exmanžel Julie Krátké                                                                                       |

## Seznam dílů
| Řada | Díly | Premiéra v ČR  | Premiéra v ČR   |
| Řada | Díly | První díl      | Poslední díl    |
| ---- | ---- | -------------- | --------------- |
| 1    | 43   | 13. ledna 2022 | 30. června 2022 |
| 2    | 83   | 30. srpna 2022 | 29. června 2023 |
| 3    | 82   | 29. srpna 2023 | 13. června 2024 |
| 4    | 16   | 27. srpna 2024 | 17. října 2024  |